# Ostrý Roháč
Ostrý Roháč (polsky Rohacz Ostry, 2087,5 m n. m.) je hora v Roháčích v hlavním hřebeni Západních Tater na Slovensku.
Jeho bezprostřední severní soused je Volovec, od něhož ho odděluje Jamnícke sedlo. Jihozápadně se nachází Plačlivé oddělené Roháčským sedlem. Severozápadní svahy spadají do Smutné doliny. Pod východním úbočím je Jamnická dolina s Horným a Dolným Jamnickým plesem.

## Jméno
Vrchol je natolik známý a výrazný, že je podle něj pojmenována celá okolní skupina hor. V nejužším smyslu se pod jménem Roháče míní samotný Ostrý Roháč, Plačlivé a Volovec. V širším smyslu je toto označení používáno pro celý úsek hřebene mezi Brestovou a Volovcem. Někdy se jménem Roháče označují celé Západní Tatry.

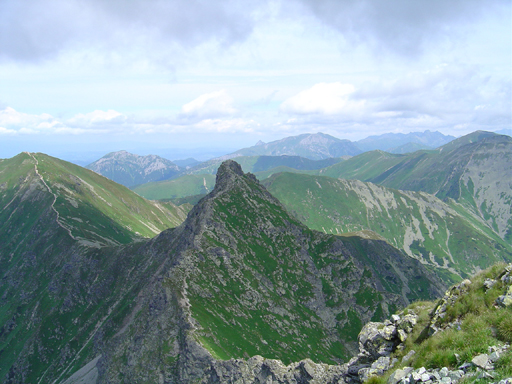
Ostrý Roháč z Plačlivého

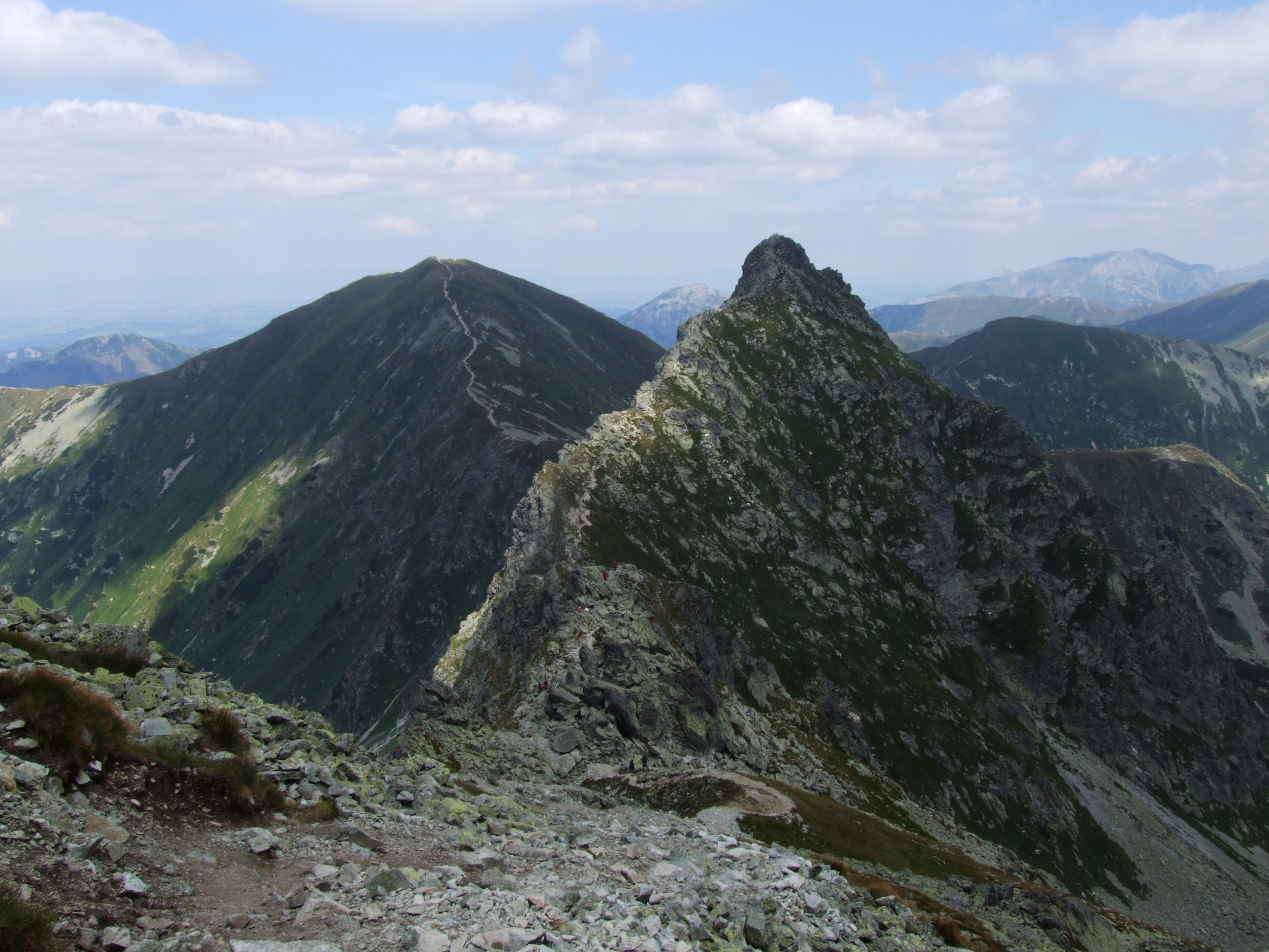
Ostrý Roháč, vlevo za ním Volovec

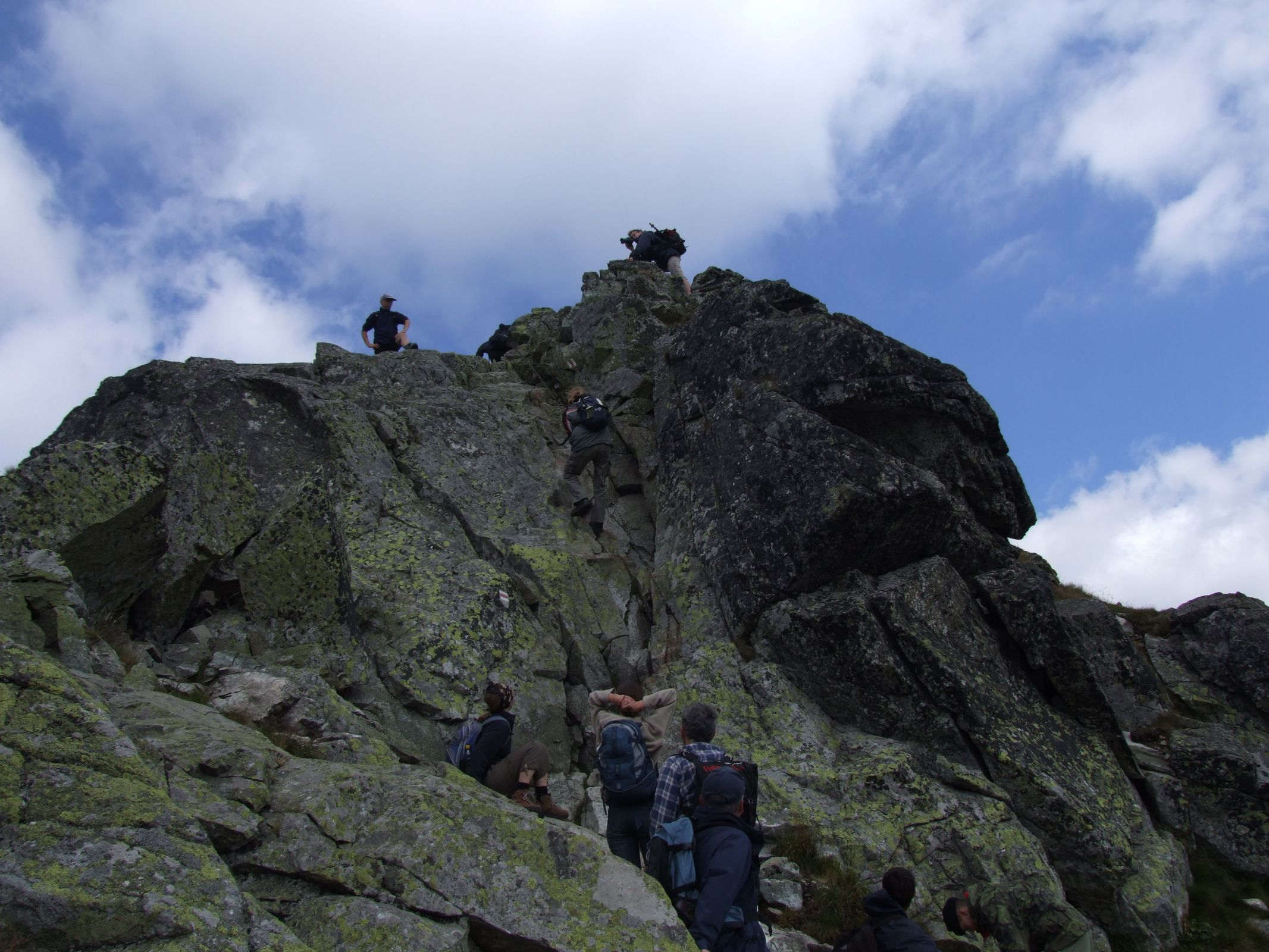
Stoupání na Ostrý Roháč

## Přístup
Díky husté síti turistického značení existuje velké množství variant výstupu. Vrchol hory je žulový a velmi exponovaný. Turistická stezka je místy jištěna fixními řetězy.
- Jamnícke sedlo → Ostrý Roháč 0:45 h
  -  kemp Račková dolina → Jamnické sedlo 4:30 h
  -  chata Zverovka → Rákoň 2:30 h →  Jamnické sedlo 1:10 h (3:40 h celkem)
- Žiarské sedlo → Plačlivé  → Ostrý Roháč (celkem 1:30 h)
  -  Žiarská chata → Žiarské sedlo 1:50 h
  -  kemp Račková dolina → rozcestí Záhradky  → Žiarské sedlo (celkem 4:30 h)
- Smutné sedlo, dál přes Plačlivé → Ostrý Roháč 1:45 h
  -  Žiarská chata → Smutné sedlo 2:00 h
- Další varianty z Roháčské a Smutné doliny, přes Baranec, případně po hlavním hřebenu.